# Minerva Contreras i Porta
Minerva Contreras i Porta (Igualada, Anoia, 24 de juliol de 1975) és una portera d'hoquei sobre patins, ja retirada.
Membre del CN Igualada, on hi va desenvolupar tota la seva carrera esportiva entre 1988 i 2001. Durant aquest període, va aconseguir sis Lligues catalanes i set Campionats d'Espanya. Internacional amb la selecció espanyola d'hoquei sobre patins, va competir a dos Campionats del Món, guanyant una medalla d'or el 1994, i a dos Campionats d'Europa, aconseguint una medalla d'or i una d'argent. Va formar part de l'equip olímpic espanyol en els Jocs Olímpics d'estiu de 1992, en què l'hoquei sobre patins va ser disciplina olímpica d'exhibició. Va retirar-se al final de la temporada 2000-01.

## Palmarès
Clubs
- 6 Lliga catalana d'hoquei patins femenina: 1992-93, 1993-94, 1994-95, 1995-96, 1996-97, 1997-98
- 7 Campionat d'Espanya d'hoquei patins femení: 1992-93, 1993-94, 1994-95, 1995-96, 1996-97, 1997-98, 1999-00

Selecció espanyola
- 1 medalla d'or al Campionat del Món d'hoquei patins femení: 1994
- 1 medalla d'or al Campionat d'Europa d'hoquei patins femení: 1995
- 1 medalla d'argent al Campionat d'Europa d'hoquei patins femení: 1993